# Beppo Mauhart

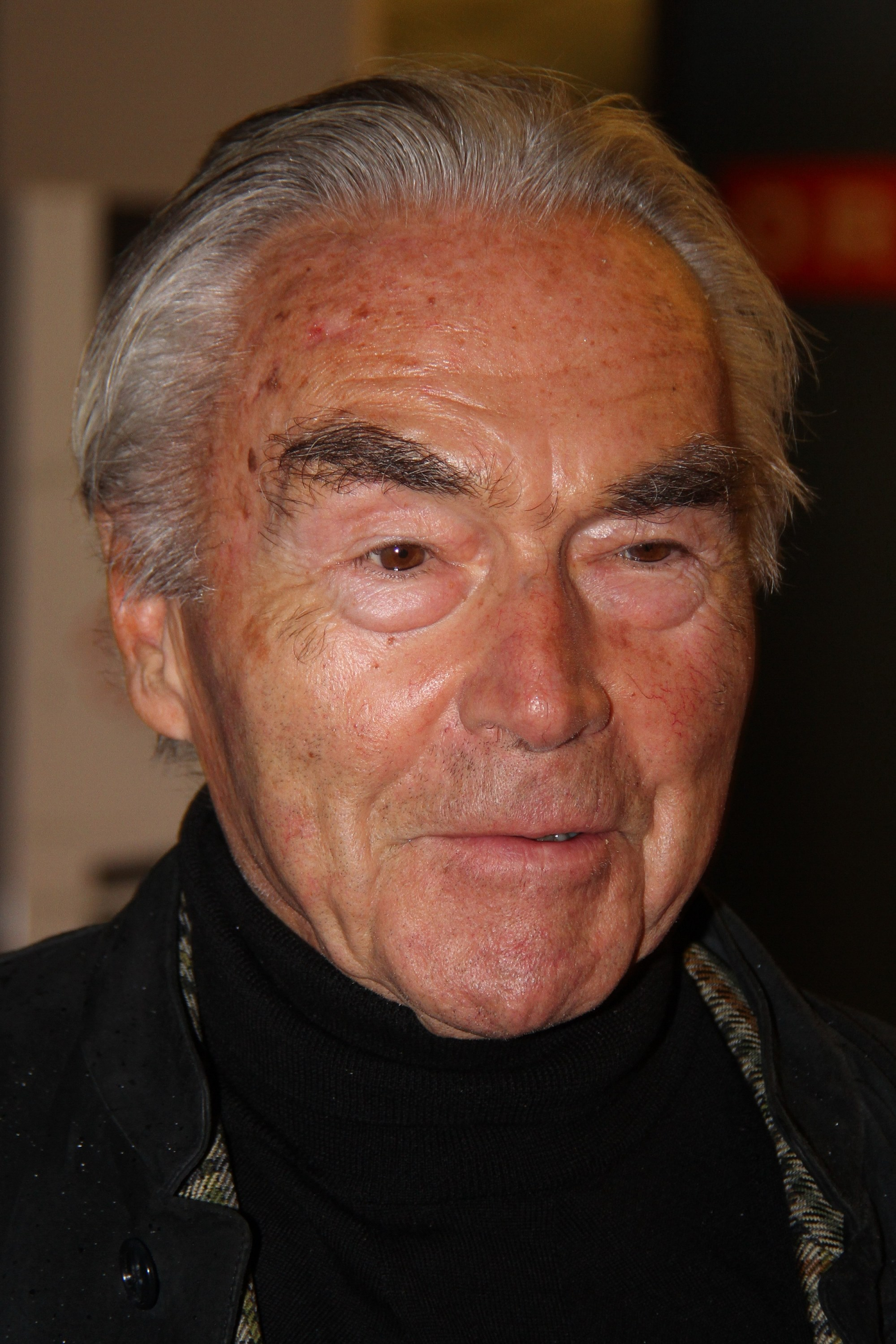
Beppo Mauhart (im Oktober 2016)

Josef „Beppo“ Johann Mauhart (* 14. September 1933 in Enns; † 7. Mai 2017 in Wien) war ein österreichischer Manager und Fußballfunktionär.

## Leben
Mauhart war nach der Matura im Stiftsgymnasium Wilhering und dem Studium ab 1963 Chefredakteur der Zeitung des Freien Wirtschaftsverbands und ab 1970 im Finanzministerium als Sekretär von Hannes Androsch tätig. 1972 wurde er in den Aufsichtsrat der Austria Tabak berufen, seit 1976 war er dort stellvertretender Vorsitzender. Etwa 1977 wurde Austria Tabak Namenssponsor des FK Austria Wien, der in diesen Jahren nach der Zigarettenmarke als „Austria Memphis“ firmierte. Von 1988 bis 1995 war er Vorsitzender des Vorstands von Austria Tabak.
Vom 30. Juni 1984 bis 2002 war Mauhart Präsident des Österreichischen Fußballbundes – der längstdienende der Verbandsgeschichte; als Nachfolger wurde am 7. April 2002 Friedrich Stickler gewählt.
Unter der Führung von Beppo Mauhart wurde 2005 WINK (Wirtschaftsinitiative Neues Künstlerhaus) im Einvernehmen mit der Gesellschaft bildender Künstler Österreichs auf Initiative des damaligen Präsidenten Manfred Nehrer ins Leben gerufen. Der Verein wurde gegründet, um das Wiener Künstlerhaus bei der Aufbringung zusätzlicher Finanzmittel aus dem Bereich der Privatwirtschaft und Industrie für die Sanierung des Gebäudes zu unterstützen. Unter anderem wurde auch das legendäre Künstlerhaus-Gschnas 2011 und 2012 als Wohltätigkeitsveranstaltung wiederbelebt.
Mauhart war Vizepräsident des Vereines „Bildungsinitiative für die Zukunft“, der im November 2011 das Volksbegehren Bildungsinitiative betrieb.
Am 7. Mai 2017 starb er im Alter von 83 Jahren. Nach einer Verabschiedung in der Feuerhalle Simmering am 17. Mai 2017 wurde er zwei Tage später am Hietzinger Friedhof (Gruppe 63, Reihe 17, Nummer 10) beigesetzt.